# イスパボックス
イスパボックス（スペイン語:Hispavox）は、かつてスペインに存在したレコード会社。2013年以降、ワーナー・ミュージック・グループ系列のパーロフォン・レコード・グループが音源を保有している。

## 概要
1953年に、ホセ・マヌエル・ビダル・サパテル（スペイン語:Jose Manuel Vidal Zapater）によって設立された。
1950年代から60年代初頭にかけてアリシア・デ・ラローチャやサラ・モンティエル、モナ・ベルらが在籍した。そのほか、パコ・デ・ルシアも、兄ペペとギターデュオ「Los Chiquitos de Algeciras」と名乗り、イスパボックスからシングル盤をリリースしている。
1960年代以降は、CBSレコードやアップル・レコード、CTIレコード、エレクトラ・レコード、インパルス!レコード、ワーナー・ブラザース・レコードなど、海外の諸レーベルの作品をスペイン向けに発売し、スペインの音楽産業でのシェアを拡大した。
しかし、1970年代に入ると、これまでイスパボックスが発売権を保有していたCBSレコードが、スペインに「Discos CBS S.A.」を新設し、イスパボックスから発売権が移行した。同じくエレクトラ・レコードとワーナー・ブラザース・レコードも、合併し「WEAレコード」となると、発売権がイスパボックスから新会社「WEA RECORDS S.A.」へと移行。同原盤による発売が中止された。
多国籍企業のスペイン参入による影響と、海賊行為の増加などもあり経営面で悪い兆候が見えはじめた結果、1985年にEMIスペインの傘下へ入り、30年近く続いた独立系レーベルとしての歴史に終止符を打った。
EMIスペインは、2010年代にパーロフォン・レコード・グループの一員としてワーナー・ミュージック・グループへ売却されている。